# NGC 2877
NGC 2877 este o galaxie situată în constelația Hidra. A fost descoperită în 28 martie 1864 de către Albert Marth. Se află la o distanță de 104,46 megaparseci de Pământ.